# Tarzans Kampf ums Leben
Tarzans Kampf ums Leben (Originaltitel: Tarzan’s Fight for Life) ist ein US-amerikanischer Spielfilm aus dem Jahr 1958. Regie führte H. Bruce Humberstone. Die Hauptrollen waren mit Gordon Scott, Eve Brent, Rickie Sorensen und Jil Jarmyn besetzt. Das Drehbuch stammt von Thomas Hal Phyllips unter der Verwendung der Figuren von Edgar Rice Burroughs. In seinem Heimatland kam der Streifen das erste Mal im Juli 1958 ins Kino, in der Bundesrepublik Deutschland am 23. Dezember 1958.

## Handlung
Der weiße Arzt Dr. Sturdy will in seinem neu errichteten Urwald-Hospital eine furchtbare Seuche bekämpfen, die im Lager der Nagassus im afrikanischen Dschungel grassiert. Unterstützt wird er von seinem jungen Kollegen Warwick, seiner Tochter Anne und von Tarzan. Futu, der Medizinmann des Stammes, betrachtet die Erfolge der Mediziner mit Argwohn, weil er seinen Einfluss schwinden sieht. Einige Male musste er nun schon mit ansehen, welche Erfolge die Medizin der Weißen bewirkt hat. Deshalb beauftragt er seinen Gehilfen Ramo, aus der Apotheke des Urwaldhospitals die Tinktur zu stehlen, welche die Kranken gesund macht, um damit selbst „Wunder“ vollbringen zu können. Ramo gelingt zwar der Diebstahl, jedoch erwischt er dabei ein Fläschchen voller Gift. Damit will nun Futa den inzwischen auch von der Seuche befallenen jungen Stammeshäuptling heilen.
Die beiden Ärzte des Urwald-Hospitals entdecken den Diebstahl und kommen hinter Futas finstere Pläne. Jetzt kann nur noch Tarzan durch ein schnelles Eingreifen den unfreiwilligen Tod des Häuptlings verhindern. Im Alleingang begibt er sich in das Lager der Nagassus. Futa und Ramo können ihn aber überwältigen und in ein Verlies werfen. Tarzan kann sich befreien. In letzter Minute schafft er es, Futa daran zu hindern, den Häuptling zu vergiften. Um den Stammesälteren zu beweisen, dass „seine“ Tinktur die richtige ist, nimmt der Medizinmann einen kräftigen Schluck davon. Kurz darauf sinkt er tot darnieder.
Tarzan bringt den jungen Häuptling in Dr. Sturdys Hospital, wo er geheilt werden kann.

## Kritik
Das Lexikon des internationalen Films skizziert nur die Handlung, enthält sich aber einer Kritik: „Der Herr des Urwalds, zum friedlichen Familienvater geworden, durchkreuzt mit unblutiger Kraftanstrengung die Machenschaften eines Medizinmanns, der weiße Ärzte verdrängen möchte.“ Der Evangelische Film-Beobachter bemerkt in seiner Zusammenfassung lediglich, es handle sich um eine übliche Tarzan-Unterhaltung.

## Synchronisation
| Rolle           | Darsteller       | Synchronsprecher      |
| --------------- | ---------------- | --------------------- |
| Dr. Ken Warwick | Harry Lauter     | Horst Niendorf        |
| Dr. Sturdy      | Carl Benton Reid | Eduard Wandrey        |
| Futa            | James Edwards    | Wilhelm Borchert      |
| Jane Parker     | Eve Brent        | Eva Katharina Schultz |
| Molo            | Nick Stewart     | Peter Schiff          |
| Ramo            | Woody Strode     | Friedrich Joloff      |
| Tarzan          | Gordon Scott     | Eckart Dux            |

## Quelle
- Programm zum Film, erschienen im Verlag Das neue Filmprogramm, Mannheim, Nummer 4220